# Зорица Апостолоска
Зорица Апостолоска (на македонска литературна норма: Зорица Апостолоска) е политик, министър без ресор, отговарящ за чуждестранните инвестиции на Република Македония от 1 юни 2017 г.

## Биография
Завършва Икономическия факултет на Скопския университет, а след това специализира пенсионни системи. Била е съветник в Министерството на труда и социалната политика. В отделни периоди е директор на Стопанска банка в Скопие, основател и първи директор на Агенцията за супервизия на капитално финансираното пенсионно осигуряване. Работила е като част от екипа на Металния завод – Тито. Член е на Новата социалдемократическа партия. От 1 юни 2017 г. е министър без ресор, отговарящ за чуждестранните инвестиции в Република Македония.